# Lubuk Sawung
Lubuk Sawung is een bestuurslaag in het regentschap Lahat van de provincie Zuid-Sumatra, Indonesië. Lubuk Sawung telt 738 inwoners (volkstelling 2010).